# Handewitt
Handewitt (danès Hanved) és un municipi de l'estat alemany de Slesvig-Holstein, al districte de Slesvig-Flensburg. Es troba a 7 kilòmetres de Flensburg. Inclou els llogarets de Ortschaften und Ansiedlungen Ellund, Ellundfeld, Gottrupel, Handewitt, Handewitt Kolonie, Handewitt West, Handewittfeld, Haurup, Hoffnung, Hüllerup, Jarplund, Timmersiek, Unaften, Weding i Westerlund.

## Ajuntament
Dels 23 escons al consell municipal a les eleccions locals de 2008 la CDU va treure 8 regidors, els Freie Wähler 6, la SSW 5, i el SPD en té 4.